# Zapornia sandwichensis
La polluela hawaiana, polluela turura, rascón hawaiano o rascón de Hawái (Zapornia sandwichensis ) es una especie extinta de ave gruiforme de la familia de las rállidas (Rallidae).
Existían dos subespecies de esta ave P. sandwichiensis de silueta clara y P. millsi de silueta oscura. No se conoce lo suficiente para determinar si se trata de dos especies distintas o variedades de la misma especie.
Se distribuía en la isla de Hawái y posiblemente en Molokai. Su hábitat eran los pastizales abiertos, matorrales y las selvas tropicales.

## Extinción
La razón exacta de la extinción es desconocida. Como ni la pequeña mangosta asiática ni los mosquitos (que transmiten la viruela aviar y la malaria aviar, excepcionalmente letal para las aves endémicas de Hawái) estuvieron presentes en la isla hasta 1883 y 1890 respectivamente, la extinción de esta especie fue probablemente causada por la introducción de ratas, gatos europeos y posiblemente perros. La caza no jugó un papel importante en la extinción, probablemente no fue significativa ya que el ave estaba protegida por un kapu, que prohibía la caza. Después de eso los pocos ejemplares que fueron recogidos sugieren que no fue cazado extensamente incluso después de que el kapu fue abolido. El pariente más cercano es la polluela de Tongatapu (P. tabuensis).